# Alper Mete
Alper Mete (* 28. Februar 1998 in Saruhanlı) ist ein türkischer Fußballspieler.

## Karriere
Mete begann mit dem Vereinsfußball in der Nachwuchsabteilung von Manisaspor. Hier erhielt er im Sommer 2014 einen Profivertrag. Sein Profidebüt gab er am 23. September 2015 in der Pokalbegegnung gegen İstanbulspor.
Mit seinem Klub wurde er 2015/16 Meister der TFF 2. Lig und stieg damit in die TFF 1. Lig auf.

## Erfolge
Mit Manisaspor
- Meister der TFF 2. Lig und Aufstieg in die TFF 1. Lig: 2015/16